# Карл Густав Манерхейм
 Тази статия е за финландския офицер и политик.  За естествоизпитателя вижте Карл Густав Манерхейм (ентомолог).  
Карл Густав Емил Манерхейм (на шведски: Carl Gustaf Emil Mannerheim; МФА: [ka:rl gustɑv e:mil mɑn:erhei̥m]) е барон, финландски политик – регент (12 декември 1918 – 26 юли 1919) и президент (4 август 1944 – 11 март 1946), офицер – руски генерал-лейтенант (25 април 1917) и финландски фелдмаршал (19 март 1933), служил като военен дълги години на Русия и после на Финландия. Счита се, че е сред най-значимите финландски държавници. Той е единственият носител на почетното звание „маршал на Финландия“ (1942).
На руска служба Густав Манерхейм участва в Руско-японската война и Първата световна война, като достига до чин генерал от кавалерията. По време на Финландската гражданска война през 1918 г. командва проправителствените части, след което за кратко е регент до обявяването на страната за република.
Той е главнокомандващ финландските войски по време на Зимната война и Втората световна война, в края на която поема поста президент и успява да изведе Финландия от войната, избягвайки съветска окупация след над 20 г. независимост.

## Биография

### Ранни години
Карл Густав Манерхейм е роден на 4 юни 1867 година в имението Лухисари край Аскайнен във Финландия, която по това време е велико княжество в лична уния с Руската империя. Той е третото дете в шведскоезично благородническо семейство. Предшествениците на баща му, граф Карл Роберт Манерхейм, се преселват през 17 век от Хамбург в Швеция, а в края на 18 век – във Финландия. Дядото на бъдещия маршал, граф Карл Густав Манерхейм, е известен ентомолог и съдия. Майка му, Хедвиг Шарлота Хелене фон Юлин, е дъщеря на собственик на металургично предприятие. Като трето дете в семейството, Карл Густав наследява титлата барон.
През 1880 г. пристрастеността на бащата на Манерхейм към хазарта и неуспешните му инвестиции го довеждат до банкрут. Принуден е да продаде цялото си имущество, след което напуска семейството и заминава за Париж със своя любовница. Малко по-късно, в резултат на фалита и обществената изолация, в която изпада, майката на Манерхейм умира от сърдечен удар. Нейните деца са отгледани от различни роднини, като настойничеството на Карл Густав е поето от вуйчо му Алберт фон Юлин. Поради проблемите му с дисциплината в училище през 1882 г. вуйчото го изпраща в Кадетското училище в Хамина, но след бягство през 1886 г. е изключен.
След изключването му от Кадетското училище Алберт фон Юлин изпраща Манерхейм при свои роднини в Харков, където той започва да учи руски език с намерението да постъпи на служба в руската армия. Малко по-късно посещава частен лицей в Хелзинки и успява да издържи приемния изпит в Хелзинкския университет. С тези референции и с помощта на кръстницата си баронеса Алфхилд Скалон дьо Колини, Густав Манерхейм постъпва в Николаевското кавалерийско училище в Санкт Петербург. През 1889 г. завършва училището и е зачислен в 15 александрийски драгунски полк в Калиш с чин корнет.

### Офицер в руската армия
След кратка служба в Калиш през януари 1891 г. Манерхейм е прехвърлен в конната гвардия в Санкт Петербург. На следващата година, отново със съдействието на баронеса дьо Колини, той се жени, най-вече по финансови причини, за богатата наследница Анастасия Арапова. Двамата имат 2 дъщери, Анастасия (1893 – 1977) и София (1895 – 1963) и син, който е мъртвороден. Макар официално да е на служба в Императорската конна гвардия до 1904 г., Манерхейм от 1897 до 1903 г. е зачислен към администрацията на Императорските конюшни, където се занимава със закупуване и развъждане на коне. През 1902 г. се разделя със съпругата си, която по-късно приема католицизма и става кармелитска монахиня в Лондон. Двамата се развеждат през 1919 г.
След раздялата със съпругата му финансовото положение на Манерхейм отново става несигурно, което се дължи и на загубите му на комар. След започването на Руско-японската война през 1904 г. той, вече с чин подполковник, заминава по собствено желание на фронта, където е включен в 52 нежински драгунски полк. За проявена храброст в битката при Мукден през 1905 година е повишен в полковник.
След края на Руско-японската война Густав Манерхейм прекарва продължителен отпуск във Финландия, по време на който участва в сесията на Диетата като представител на благородническото съсловие. През 1906 г. се връща в Петербург, където приема работа за руското разузнаване и заминава за Централна Азия с френския археолог Пол Пелио. След като стига с него до Кашгар през Ташкент, Манерхейм продължава пътуването си в Китай и Манджурия самостоятелно. То продължава близо 2 г., като по време на него се среща с тогавашния далай лама Тубтен Гятсо.
След пътуването, през 1909 г., Манерхейм е назначен за командир на 13 владимирски улански полк в Минск Мазовецки, а на следващата година – на Лейбгвардейския улански полк във Варшава, като е повишен в генерал-майор. През 1912 г. е прехвърлен в императорския двор, а на следващата година става командир на Гвардейската кавалерийска бригада.
След началото на Първата световна война Манерхейм командва бригадата срещу австро-унгарски и румънски части. В края на 1914 г. получава Георгиевски кръст 4-та степен, а на следващата година е назначен за командващ 12 конна дивизия. По време на отпуск в началото на 1917 г. той пътува до Финландия и Петербург, където става свидетел на Февруарската революция. През април е повишен в генерал-лейтенант и малко по-късно оглавява 6 конен корпус. Въпреки това той не се ползва с доверието на новото правителство и през септември, докато е в отпуск по болест в Одеса, е уволнен от армията по негово желание.

### Гражданска война и регентство
Густав Манерхейм се връща във Финландия през декември 1917 г. През януари Сенатът на току-що обявилата независимост Финландия го назначава за главнокомандващ финландската армия, която по онова време се състои от няколко новосформирани доброволчески отряда. Първата му задача е да защити правителството в започналата Финландска гражданска война. Тя е вдъхновена от Октомврийската революция в Русия, която дава надежди на финландските болшевики да установят съветска власт и във Финландия.
Манерхейм приема поста, установява щаба си в Сайняйоки и започва да организира армията, разоръжавайки намиращите се в страната около 42 500 руски войници. През март 1918 г. той е повишен в генерал от кавалерията. След края на гражданската война той напуска поста на главнокомандващ поради неодобрението си към прогерманските настроения в правителството. През юни дори заминава за Швеция, за да посети свои роднини. Там той се среща с дипломати от Антантата, а през октомври е изпратен от финландското правителство във Великобритания и Франция, за да потърси подкрепата им за признаване на независимостта на Финландия.
През декември 1918 г. Густав Манерхейм се завръща във Финландия, след като е избран за регент. По онова време някои кръгове дори настояват за избирането му за крал на Финландия. След като Фридрих Карл е избран за крал и отказва да заеме поста, Манерхейм успява да издейства признаване на независимостта от някои западноевропейски страни, както и спешни доставки на храни, за да се избегне задаващият се масов глад. Въпреки антикомунистическите си възгледи той отказва да покрепи Бялата гвардия в Руската гражданска война, опасявайки се, че белогвардейските генерали няма да признаят независима Финландия.
През юли 1919 г., след приемането на републиканска конституция, Манерхейм се кандидатира за президент, поддържан от партията Национална коалиция и Шведската народна партия, но губи при гласуването в парламента срещу Карло Юхо Столберг и се оттегля от обществения живот.

### Междувоенен период
През по-голямата част от периода между 2-те световни войни Манерхейм не заема никакви обществени длъжности. Това до голяма степен се дължи на недоверието към него от страна на много политици от левицата и центъра, които го смятат за твърде консервативен. През тези години той се занимава главно с благотворителност, като участва в работата на финландския Червен кръст и основава Манерхеймовата лига за благоденствие на децата.
През 1920-те и 1930-те години Густав Манерхейм пътува неколкократно в Азия, като участва в ловни експедиции. През 1927 г. той заминава с кораб за Калкута, след което пътува по суша до Бирма и Сиким и се връща в Европа с кола и самолет през Басра, Багдад, Кайро и Венеция. Второто му пътуване до Индия е през 1936 г., когато посещава Мадрас, Делхи и Непал. Той участва в лов, заедно с Трибхуван – краля на Непал, и убива тигър с дължина 2,23 m, който е сред най-едрите, измервани някога.
През 1929 г. Манерхейм отказва предложението на крайнодясното Лапуанско движение да стане фактически военен диктатор, макар че изразява известна подкрепа за някои техни позиции. След като Пер Евинд Свинхувуд е избран за президент през 1931 г., той назначава Манерхейм за председател на Съвета за отбрана, като му дава писмено обещание, че в случай на война той ще стане главнокомандващ финландската армия. Това обещание е подновено от Кюйости Калио, който става президент през 1937 г.
През 1933 г. Манерхейм е повишен във фелдмаршал. Той вече е разглеждан от общественото мнение, включително от някои бивши социалисти, като не толкова партийна фигура. Тази промяна в образа му е подсилена от множество негови изказвания от периода, в които призовава за помирение между 2-те страни в гражданската война и подчертава нуждата от концентриране върху националното единство и отбраната.

### Главнокомандващ
На 30 ноември 1939 г., след нападението на Съветския съюз срещу Финландия, поставило началото на Зимната война, Густав Манерхейм поема поста на главнокомандващ финландската армия и остава на него в продължение на почти 5 г. Той установява своя щаб в Микели, като негови най-близки помощници са генерал-лейтенант Аксел Айро и генерал Рудолф Валден.
През пролетта на 1941 г. германското правителство предлага на Манерхейм да поеме командването на близо 80-хилядната германска армия, дислоцирана във Финландия. Той отказва и през цялото време на Втората световна война се опитва да поддържа възможно най-формални отношения с германските власти. Във връзка със 75-годишнината на Манерхейм през 1942 г. правителството го удостоява с титлата маршал на Финландия, която до наши дни не е давана на друг човек. По повод годишнината си той е посетен от Адолф Хитлер, който се среща с него за кратко на железопътна гара край Имола.
Дейността на Густав Манерхейм като главнокомандващ обикновено се оценява като успешна. Макар че не постига решителни успехи срещу многократно превъзхождащия го противник през Зимната и Втората световна война, той успява да предотврати съветската окупация на Финландия и налагането в страната на комунистически режим.

### Краят на войната
През лятото на 1944 г. финландското ръководство се опитва да маневрира между нарастващата заплаха от съветска окупация и натиска на Германия за засилване на военното сътрудничество. През юни президентът Ристо Рюти подписва Съглашението Рюти-Рибентроп, но месец по-късно подава оставка. През август Густав Манерхейм поема поста президент, но не се смята за обвързан от ангажиментите на своя предшественик. Възползвайки се от личния си авторитет и от забавянето на съветското настъпление, през септември Манерхейм успява да договори сепаративно примирие със Съветския съюз. Финландия губи значителни територии и трябва да изплати тежки репарации, но е предотвратена окупацията на страната и налагането на просъветски комунистически режим.
Следващите години са особено тежки за Густав Манерхейм. Като президент той е подложен на постоянен натиск от Съюзническата контролна комисия, наблюдаваща изпълнението на условията по мирния договор. Самият той се смята за застрашен от обвинения във военни престъпления, макар че това така и не се случва. Някои изследователи смятат, че това се дължи на личното отношение към Манерхейм на съветския лидер Йосиф Сталин. В същото време Финландия изпълнява стриктно тежките си репарационни задължения и не дава поводи за намеса на Съветския съюз.

### Последни години
Влошаващото се здраве на Манерхейм затруднява изпълнението на задълженията му като президент и през март 1946 г. той подава оставка. Той купува имението Киркниеми в Лохя с намерението да прекара там остатъка от живота си, но през юни трябва да бъде спешно опериран от пептична язва, а през октомври му откриват язва на дванадесетопръстника. В началото на 1947 г. заминава за Монтрьо в Швейцария, за да се лекува и да пише своите мемоари. Той прекарва останалата част от живота си главно в санаториума Валмон в Монтрьо, макар че редовно посещава Финландия, а също и Швеция, Франция и Италия.
Карл Густав Манерхейм умира на 27 януари (28 януари финландско време) 1951 г. в Кантоналната болница в Лозана. Погребан е на 4 февруари в гробището Хиетаниеми в Хелзинки с държавно погребение с пълни военни почести.